# Clan of Xymox
Clan of Xymox (van 1981-1983, en 1989-1997, kortweg Xymox genoemd) is een Nederlandse darkwaveband.
De band was in de jaren tachtig een van de belangrijkste vertegenwoordigers van de darkwave en is met name succesvol in het buitenland waar hij betere platenomzetten behaalde dan in Nederland. De band behaalde verschillende malen noteringen in independent-hitlijsten in Engeland, Duitsland en de VS. Het album Twist of shadows (1989) werd alleen al in de VS 300.000 maal verkocht.

## Stijl
Clan of Xymox vertoont een aantal diverse invloeden: de combinatie van synthesizers met gitaren doet enerzijds aan Britse new wave-gitaarbands als Bauhaus of The Sisters of Mercy denken, en tendeert anderzijds ook naar Duitse industrial-groepen als DAF of Einstürzende Neubauten. De noemer darkwave kan men wel aan Clan of Xymox toekennen -volgens sommige fans heeft Clan of Xymox zelfs de fundamenten van dit genre gelegd- afgaand op de ietwat melancholische stemming en chromaticiteit van vele melodieën. Ook gaan de bandleden in het zwart gekleed, met de typerende gothic make-up.
Twist of shadows, het onder Xymox uitgebrachte album in 1989, wordt dan weer vaak bestempeld als een meer commerciële vorm van darkwave. De nummers van dat album waren zeer donker en melancholisch, doch nog net poppy genoeg om ook de liefhebbers van meer commerciële new wave aan te spreken. Twist of shadows verscheen echter helemaal op het einde van de jaren tachtig en dit was feitelijk te laat om nog echt commercieel met Darkwavemuziek te kunnen doorbreken. De plaat is dan ook altijd min of meer een unicum gebleven.

## Geschiedenis
Xymox werd in 1981 in Nijmegen opgericht door Ronny Moorings uit Roosendaal en Anka Wolbert uit Eindhoven, beiden studenten. De naam van de band is een verbastering van het zymotic, een term uit de oude geneeskunde die volgens Moorings geen extra betekenis voor de bandleden heeft.
Toen Wolbert naar Amsterdam diende te verhuizen, werd het project tijdelijk onderbroken. Moorings volgde haar echter, en uiteindelijk maakten ze samen het album Subsequent pleasures, dat op 500 exemplaren uitgebracht werd en een verzamelobject is geworden. Deze eerste proeve trok enige aandacht over de landsgrenzen heen, en Xymox gaf een concert in Parijs. Met Pieter Nooten als synthesizerspeler, Moorings als zanger en Wolbert op de basgitaar begonnen ze hun eerste successen te oogsten. Nadat Moorings toevallig de Australische band Dead Can Dance ontmoette, traden ze enkele malen samen op, waardoor de groep een contract met het Britse label 4AD verwierf. Nooten verliet Xymox, maar kwam nog eens terug voor de opnames van het eerste album op 4AD, Clan of Xymox; voor concerten werd hij door Frank Weyzig vervangen. Later voegde Nooten zich weer bij de band, als mede-componist en live-keyboardspeler.
Xymox veranderde in 1985, analoog met het album, zijn naam in Clan of Xymox. Het album bleek zeer succesvol; nog tijdens de Europese tournee werden er ruim 100.000 exemplaren van verkocht. Clan of Xymox werd eveneens door John Peel ontdekt, wat hun populariteit nog vergrootte. Definitieve bekendheid kreeg de band met het nummer A day. De videoclip hiervoor werd door 4AD aangekocht en via MTV en Super Channel verspreid.
In de Verenigde Staten bereikte Xymox in 1989 nummer 1 in de Import-Charts met het nummer A million things. Het album uit dat jaar, Twist of shadows, verkocht meer dan 300.000 exemplaren in de VS. Xymox kreeg in deze tijd een contract met Polygram. Het verdere album Phoenix volgde. In 1991 verliet Wolbert de groep, en ook Nooten trok zich definitief terug.
Begin jaren negentig werd het enigszins stil rond Xymox: de band verkeerde in een ernstige identiteitscrisis en dat had zijn nefaste invloed op de muziek. Veel fans die de versmelting van darkwave en klassiekere synthpop op Twist of shadows wisten te waarderen, knapten af op de pogingen van Xymox om mee komen met de acid beat en de eurohouse-hype. De stijl was commerciëler geworden, de albums uit de vroege jaren negentig vertoonden sterke dance-invloed, en in 1993, na de volledig geflopte Headclouts-plaat, ging Xymox enkele jaren uit elkaar.

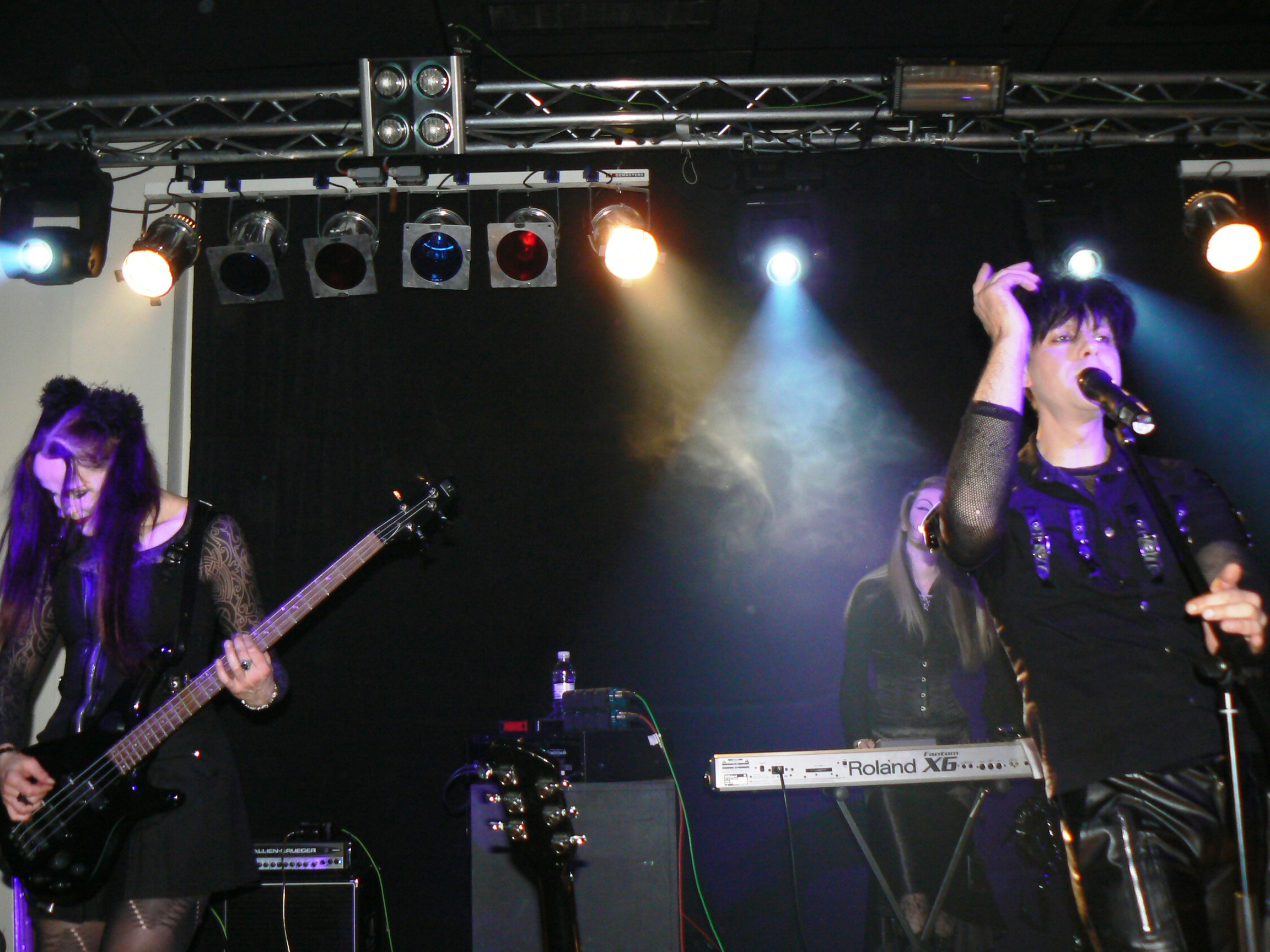
On tour in Bulgarije, 2008

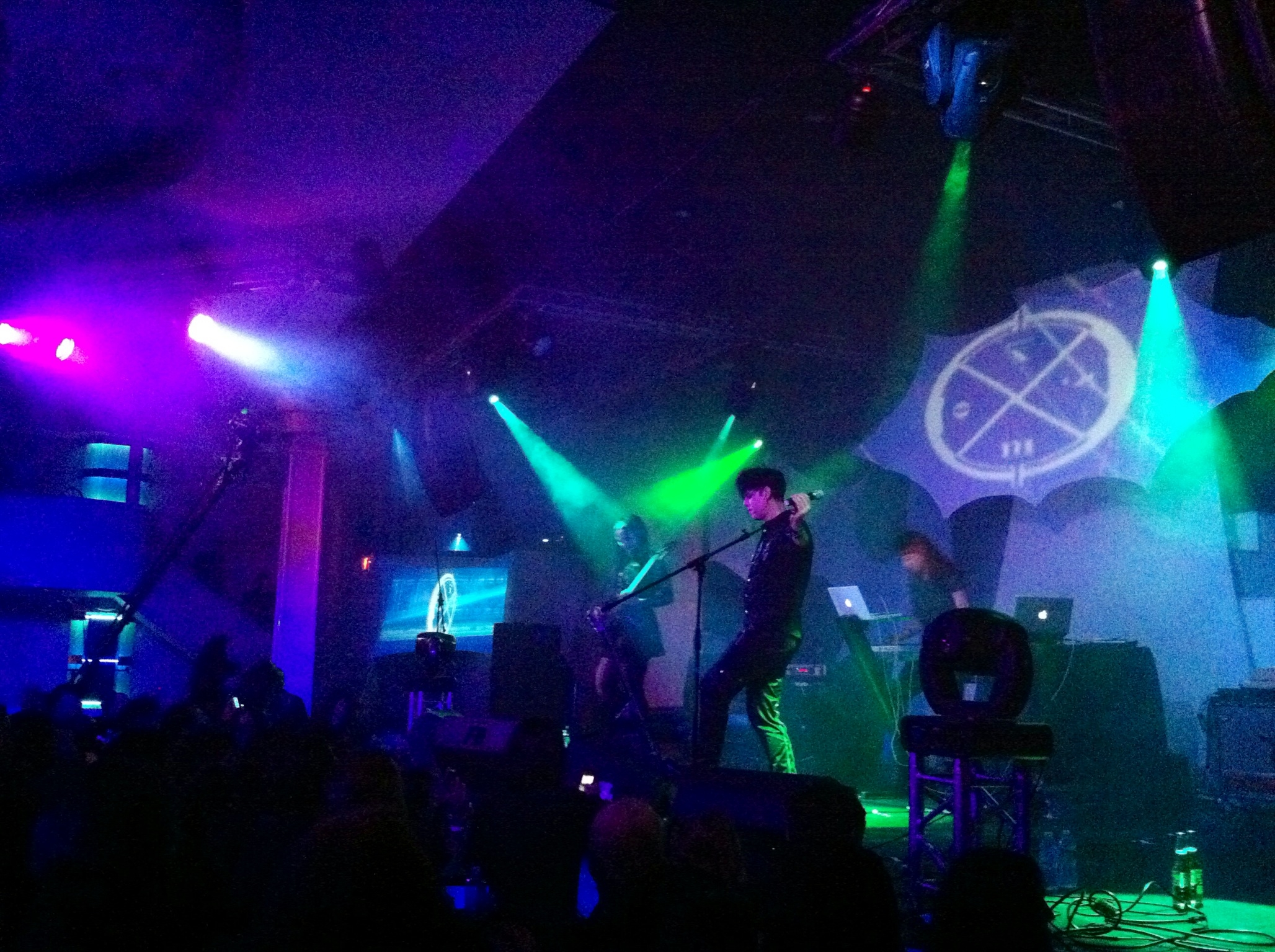
Xymox in New York, 2010

In 1997 werd het project opnieuw opgepikt, nu weer onder de naam Clan of Xymox. Albums als Hidden faces (1997) en Creatures (1999) neigden opnieuw naar de gothic rock van weleer en werden positief onthaald. Het optreden in het Olympische Stadion in Mexico dat werd bezocht door 20.000 fans diende als materiaal voor het eerste live-album van de band. De albums Farewell (2003) en Breaking point (2006) vertoonden daarnaast ook (zij het zeer donkere en mistroostige) invloeden van future pop, die niet door alle fans werden gewaardeerd.
In 2005 voegde het Italiaanse The Frozen Autumn zich bij de band en daarnaast trad Mooring op als dj in clubs. Nog hetzelfde jaar verhuisde Clan of Xymox naar Leipzig omdat de band zich in Amsterdam niet meer thuis voelde.
Met het album In love we trust keerde de band in 2009 gedeeltelijk terug naar de oude gothrocksound uit de jaren tachtig, al zijn er ook behoorlijk wat verwijzingen naar de latere darkwave-ontwikkelingen.
Het nummer In your arms again werd een soundtrack van de film The girl with the dragon tattoo van regisseur David Fincher die in 2012 ook in de Nederlandse bioscopen draaide.
De bezetting bestaat sinds 2012 uit Ronny Moorings, Mojca Zugna,Mario Usai en Sean Göbel.

## Discografie

### Albums alsXymox
- 1983 Subsequent pleasures (EP)
- 1989 Twist of shadows
- 1991 Phoenix
- 1992 Metamorphosis
- 1993 Headclouds

### Albums alsClan of Xymox
- 1985 Clan of Xymox
- 1986 Medusa (met producer John Fryer)
- 1997 Hidden faces
- 1999 Creatures
- 2000 Live
- 2001 Notes from the underground
- 2003 Farewell
- 2006 Breaking point
- 2009 In love we trust
- 2011 Darkest hour
- 2012 Kindred spirits
- 2014 Matters of mind, body and soul